# Naresh Aula
Naresh Aula (5 de mayo de 1986-10 de junio de 2020) fue un futbolista indio quién jugó profesionalmente como centrocampista. La mayor parte de su carrera la jugó con el ONGC F.C., jugando la temporada 2012-13 en la I-League. También representó a la selección de Maharashtra y Odisha en el Trofeo Santosh.

## Estadística de carrera
Actualizado al último partido jugado el 20 de abril de 2013.
| Club                | Temporada           | Liga                | Liga     | Liga  | Copa     | Copa  | Continental | Continental | Total    | Total |
| Club                | Temporada           | División            | Partidos | Goles | Partidos | Goles | Partidos    | Objetivos   | Partidos | Goles |
| ------------------- | ------------------- | ------------------- | -------- | ----- | -------- | ----- | ----------- | ----------- | -------- | ----- |
| ONGC                | 2012–13             | I-League            | 6        | 0     | 2        | 0     | —           | —           | 8        | 0     |
| Total en la carrera | Total en la carrera | Total en la carrera | —        | —     | —        | —     | —           | —           | —        | —     |